# فرودگاه الکساندارا (نیوجرسی)
فرودگاه الکساندارا (نیوجرسی) (به انگلیسی: Alexandria Airport (New Jersey)) یک فرودگاه همگانی بهره‌برداری هوایی است که یک باند فرود آسفالت دارد و طول باند آن ۷۷۷ متر است. این فرودگاه در کشور ایالات متحده آمریکا قرار دارد و در ارتفاع ۱۴۶ متری از سطح دریا واقع شده‌است.